# Madan Parque
O Madan Parque – Parque de ciência e tecnologia localizado em Almada, distrito de Setúbal foi constituído em 1995, através de uma associação de direito privado, sem fins lucrativos, localizada no campus da Caparica da Universidade Nova de Lisboa, junto da Faculdade de Ciências e Tecnologia da Universidade Nova de Lisboa.
A Associação tem como finalidade a promoção e desenvolvimento de um Parque de ciência e tecnologia na região de Almada, contribuindo desta forma para a modernização tecnológica dos diversos sectores de actividade local. Também desenvolve projectos em parceria, numa perspectiva de integração universidade-empresa.